# 廖亨禄
廖亨禄（1912年—1951年5月7日），福建永定人。中国人民解放军军事将领。
早年参加中国工农红军，参加长征，担任八路军115师政治部保卫部科长、第686团锄奸股股长、独立旅保卫科科长、鲁西军区政治部保卫部部长，第3旅9团政委，湖西军分区政治部主任、副政委。第二次国共内战时期，任华北军区独立第2旅政委。1950年，任平原军区政治部代主任。1951年5月，任中国人民赴朝慰问团第2分团副团长，后遭美军空袭受重伤，5月7日去世。